# Rahim Ouédraogo
Rahim Ouédraogo (Bobo-Dioulasso, 8 ottobre 1980) è un ex calciatore burkinabé, di ruolo centrocampista.

## Carriera

### Nazionale
Ha debuttato in Nazionale il 23 gennaio 1999, in Senegal-Burkina Faso (1-1). Ha messo a segno la sua prima rete con la maglia della Nazionale il 21 giugno 2003, in Burkina Faso-Rep. del Congo (3-0), siglando la rete del momentaneo 2-0 al minuto 61. Ha partecipato, con la Nazionale, alla Coppa d'Africa 2000, alla Coppa d'Africa 2002 e alla Coppa d'Africa 2004.